# Paixão (telenovela)
Paixão é uma telenovela portuguesa produzida pela SP Televisão que foi exibida pela SIC de 18 de setembro de 2017 a 24 de setembro de 2018, substituindo Amor Maior e sendo substituída por Alma e Coração. É a "23.ª novela" do canal.
Escrita por Filipa Poppe e Joana Andrade com a supervisão de Inês Gomes, tem a colaboração de Cândida Ribeiro, José Pinto Carneiro, Lígia Dias, Manuel Carneiro, Marina Preguiça Ribeiro, Marta Pais Lopes e Rita Roberto como guionistas, a direção de Jorge Cardoso, a direção de atores de Inês Rosado e a direção de produção de Leonor Coelho.
Conta com Albano Jerónimo, Margarida Vila-Nova, Marco Delgado, Joana Solnado, Maria João Abreu,  Rita Blanco  e António Capelo nos papéis principais.

## Sinopse
| Resumo | Resumo | Episódios | Episódios | Originalmente exibido  | Originalmente exibido  |
| Resumo | Resumo | Episódios | Episódios | Estreia da temporada   | Final da temporada     |
| ------ | ------ | --------- | --------- | ---------------------- | ---------------------- |
|        | 1      | 143       | 143       | 18 de setembro de 2017 | 3 de março de 2018     |
|        | 2      | 177       | 177       | 5 de março de 2018     | 24 de setembro de 2018 |

Miguel Guerreiro e Luísa Marreiros cresceram juntos no Algarve e são apaixonados um pelo outro desde a adolescência. Ele, filho de Maria Paula Guerreiro, viúva e dona de vários hectares de laranjeiras e de tangerineiras; ela, oriunda de uma família abastada, os Marreiros, donos de uma cadeia de resorts espalhados pelo mundo.
Miguel e o pai de Luísa, Alexandre Marreiros, homem arrogante e controlador, têm uma relação conflituosa desde sempre. Para o patriarca dos Marreiros, Miguel nunca será digno de casar com a sua filha mas, na verdade, existe uma forte razão para este ódio. Alexandre é irmão de Isabel Galvão e, quando descobre que Maria Paula Guerreiro se apaixonou e foi amante do marido da sua irmã, João Galvão, o seu ódio pela família Guerreiro cresce.
As famílias Galvão e Marreiros têm a tradição de passar as férias de Verão fora do país. Desde o desaparecimento de Sofia Galvão, quando tinha apenas seis anos, que as reuniões familiares são dolorosas. No entanto, Isabel aceita manter a tradição e, quando a trama começa, as férias são passadas numa reserva natural na África do Sul. Para além dos Galvão e dos Marreiros, foram também convidados para as férias Miguel, na condição de namorado de Luísa, e Zé, o protegido de Alexandre. Zé é filho do motorista dos Marreiros e de uma empregada dos Galvão.
Aos quinze anos fica órfão, mas Alexandre não o deixa desamparado. Paga-lhe o curso de gestão e arranja-lhe emprego no casino do resort. No entanto, a inveja e ambição desmedidas de Zé, que sempre quis ser tão rico como os Marreiros, faz com que aproveite o facto de as famílias estarem na África do Sul para planear um assalto à mansão da família. Zé sabe que Alexandre guarda no cofre do escritório a sua coleção de relógios, joias e dinheiro não declarado que desvia do casino do resort e leva a cabo o plano. Tudo parece correr bem, até que Zé percebe que Alexandre mandou um ex-polícia investigar o assalto e é informado por um dos seus aliados de que Paulo já sabe da verdade. Encurralado, não tem outra alternativa senão fugir para Portugal, onde tenciona pegar na sua parte do dinheiro e desaparecer. Zé, que é secretamente tão apaixonado por Luísa quanto Miguel, sabe que a fuga implica ficar longe de Luísa para sempre, mas não tem alternativa.
Na África do Sul, Miguel descobre que Alexandre enganou Maria Paula com um contrato comercial falso e a chantageou, prometendo salvar a empresa da falência caso ela afaste o filho de Luísa. Ofendido e furioso, Miguel insurge-se em defesa de Maria Paula e ataca Alexandre. Durante o confronto, Alexandre, atordoado, desequilibra-se e cai da varanda. Na verdade, a perturbação do patriarca é consequência da notícia que recebeu momentos antes: foi Zé quem ordenou o assalto a sua casa. O choque de saber que o afilhado o traiu provoca-lhe um enfarte. Miguel, achando que foi o responsável pela queda e ao ver que Alexandre não reage, sai para ir buscar ajuda. Tudo o que quer é salvá-lo.
No momento em que estás prestes a fugir, Zé vê Alexandre cair da varanda e encontra ali a sua oportunidade para resolver o problema do assalto e ficar livre consequências. Aproxima-se do padrinho e, sem hesitação ou remorso, estrangula-o. Pouco depois, Miguel regressa com alguns membros da família para encontrarem Alexandre já sem vida. Zé aproveita este momento para afastar definitivamente Miguel de Luísa e acusa-o de ter empurrado Alexandre da varanda. Incrédulo e desesperado com o que ouve, Miguel diz a Luísa que Zé está a mentir e o que aconteceu foi um acidente. Miguel é preso e condenado a dez anos de prisão por homicídio, cumprindo pena na África do Sul. Quando é libertado, o jovem encontra Luísa, o amor da sua vida, casada com o homem que o traiu e mãe de uma filha, Catarina. Miguel está determinado a colocar o passado para trás das costas e recusa voltar para Portugal. Recomeça a vida na África do Sul, longe das recordações que lhe trazem mágoa e disposto a esquecer que Luísa reconstruiu a sua vida com Zé.
No entanto, Miguel acaba mesmo por voltar ao Algarve quando o irmão, Filipe Guerreiro, fica entre a vida e a morte depois de ser brutalmente espancado. Durante o tempo que permanece em Portugal, Miguel descobre que é pai de Catarina. Nesse momento, toma a decisão de não voltar à África do Sul e lutar pela filha, disposto a recuperar os dez anos que perdeu da vida dela. Enquanto tenta reconstruir a sua vida e afastar o estigma de ter sido o assassino do sogro, Miguel descobre também que a autópsia deste foi falsificada e que a causa de morte não foi aquela pela qual foi condenado.
Nesse instante, Miguel enceta uma luta para descobrir quem foi o verdadeiro assassino, durante a qual se sente várias vezes num beco sem saída. Já Zé, receoso que Luísa e Miguel se reaproximem, que este descubra que foi ele o assassino de Alexandre e ainda que o faça perder tudo o que conquistou, não olhará a meios para o afastar do Algarve e da sua família.
Dez anos depois, Miguel e Luísa voltam a reencontrar-se e a paixão que sentiam um pelo outro renasce. Dez anos depois, este parece ser um amor impossível. Dez anos depois, Luísa e Miguel têm de lutar contra tudo e todos para conseguirem, finalmente, ser felizes.

## Elenco

### Elenco principal
| Ator/Atriz          | Personagem                    | Temporada   | Temporada |
| Ator/Atriz          | Personagem                    | 1 (2017-18) | 2 (2018)  |
| ------------------- | ----------------------------- | ----------- | --------- |
| Albano Jerónimo     | Miguel Guerreiro              | Principal   | Principal |
| Margarida Vila-Nova | Luísa Marreiros               | Principal   | Principal |
| Marco Delgado       | José «Zé» Mascarenhas         | Principal   | Principal |
| Joana Solnado       | Helena Sequeira               | Principal   | Principal |
| Maria João Abreu    | Isabel Galvão                 | Principal   | Principal |
| António Capelo      | João Galvão                   | Principal   | Principal |
| Rita Blanco         | Maria Paula Martins Guerreiro | Principal   | Principal |

### Elenco recorrente
| Ator/Atriz              | Personagem                     | Temporada       | Temporada       |
| Ator/Atriz              | Personagem                     | 1 (2017-18)     | 2 (2018)        |
| ----------------------- | ------------------------------ | --------------- | --------------- |
| João Reis               | Duarte Marreiros               | Recorrente      | Recorrente      |
| Cláudia Vieira          | Teresa Galvão                  | Recorrente      | Recorrente      |
| José Mata               | Afonso Galvão                  | Recorrente      | Recorrente      |
| Custódia Gallego        | Ofélia Vaz                     | Recorrente      | Recorrente      |
| Adriano Luz             | Francisco Vaz                  | Recorrente      | Recorrente      |
| Manuel Cavaco           | Augusto Ribeiro                | Recorrente      | Recorrente      |
| Rosa do Canto           | Bárbara Oliveira               | Recorrente      | Recorrente      |
| Dinarte Branco          | Gil Dias                       | Recorrente      | Does not appear |
| Maria João Pinho        | Alice Oliveira Dias            | Recorrente      | Recorrente      |
| Patrícia Tavares        | Marina Marreiros               | Participação    | Recorrente      |
| Débora Monteiro         | Conceição «São» Oliveira Gomes | Recorrente      | Recorrente      |
| João Baptista           | Vasco Vaz                      | Recorrente      | Recorrente      |
| Oceana Basílio          | Diana Bastos                   | Recorrente      | Recorrente      |
| Rui Melo                | Jacinto «Jay C» Gomes          | Recorrente      | Recorrente      |
| Joana Ribeiro           | Ana Rita Sobral                | Recorrente      | Recorrente      |
| Pedro Sousa             | Tomás Marreiros                | Recorrente      | Recorrente      |
| Bárbara Lourenço        | Isabel «Bé» Galvão             | Recorrente      | Recorrente      |
| Inês Herédia            | Júlia Marreiros                | Recorrente      | Recorrente      |
| António Pedro Cerdeira  | Henrique Ribeiro               | Recorrente      | Recorrente      |
| Bárbara Norton de Matos | Mónica Marques                 | Recorrente      | Recorrente      |
| Tiago Teotónio Pereira  | Luís «Lou» Vaz                 | Recorrente      | Recorrente      |
| Inês Aires Pereira      | Camila Silva                   | Recorrente      | Recorrente      |
| Miguel Nunes            | Filipe Guerreiro               | Recorrente      | Recorrente      |
| Lia Carvalho            | Laura Ramos                    | Recorrente      | Recorrente      |
| Frederico Barata        | Tiago Lopes                    | Recorrente      | Recorrente      |
| Mafalda Jara            | Jéssica Ferreira               | Recorrente      | Does not appear |
| Inês Aguiar             | Vera Veloso                    | Recorrente      | Recorrente      |
| Lourenço Mimoso         | Manel Bastos                   | Recorrente      | Recorrente      |
| Matilde Serrão          | Catarina Marreiros             | Recorrente      | Recorrente      |
| Madalena Aragão         | Inês                           | Adicional       | Recorrente      |
| Diogo Valente           | Fábio Manuel da Costa Alves    | Recorrente      | Recorrente      |
| Joana Lucas             | Joana Nunes                    | Recorrente      | Recorrente      |
| Ricardo Viegas          | Guilherme «Guilhas» Pereira    | Recorrente      | Does not appear |
| João Maneira            | Xavier                         | Adicional       | Recorrente      |
| Laura Dutra             | Carolina                       | Adicional       | Recorrente      |
| Diogo Fragata           | Vicente Pinto                  | Recorrente      | Recorrente      |
| Francisco Fernandez     | Sandro                         | Does not appear | Recorrente      |

### Participação especial
| Ator/Atriz   | Personagem          | Temporada    | Temporada       |
| Ator/Atriz   | Personagem          | 1 (2017-18)  | 2 (2018)        |
| ------------ | ------------------- | ------------ | --------------- |
| Rui Morrison | Alexandre Marreiros | Participação | Does not appear |
| Mónica Calle | Leonor Marreiros    | Participação | Does not appear |

### Elenco adicional
| Ator/Atriz          | Personagem                                                     |
| ------------------- | -------------------------------------------------------------- |
| Ana Marta Contente  | Mafalda                                                        |
| António Camelier    | Nuno (ex-namorado de Helena)                                   |
| António Simão       | Castro                                                         |
| Carlos Paca         | Eric Nzama (médico angolano subornado por Zé Mascarenhas)      |
| Diogo Valsassina    | Tino                                                           |
| Elisabete Pedreira  | Eugénia (empregada dos Marreiros)                              |
| Fernando Nobre      | Jaime                                                          |
| Gabriela Sobral     | turista                                                        |
| Gonçalo Oliveira    | Afonso Galvão (criança) (1997)                                 |
| Hoji Fortuna        | César (filho de Mateus)                                        |
| Joana Duarte        | Lúcia                                                          |
| Joaquim Frazão      | Colaborador Talho Continente                                   |
| Lucas Dutra         | Zé Mascarenhas (adolescente) (1997)                            |
| Luís Simões         | Ângelo (toxicodependente que esteve com Afonso no acampamento) |
| Luís Vicente        | Dr. Manuel Antunes (advogado dos Marreiros)                    |
| Maria Helena Falé   | Mulher emigrante                                               |
| Martinho Silva      | Rodrigo                                                        |
| Miguel Moreira      | Samuel Veloso (pai de Vera e padrasto de Tiago)                |
| Miguel Raposo       | Gonçalo                                                        |
| Nuno Nunes          | Simão                                                          |
| Raquel Leite Borges | Marlene                                                        |
| Ricardo Monteiro    | Inspetor PJ                                                    |
| Rita Loureiro       | Rosa Carvalho (mãe de Carolina)                                |
| Sónia Cláudia       | Diretora do lar onde está Adelaide Santos                      |
| Jack Ilco           | Bernardo                                                       |

## Produção
A novela teve "Regresso" como título provisório.
As gravações decorreram nos estúdios da SP Televisão, na África do Sul, nas cidades de Albufeira, Loulé, Olhão, Vila do Bispo, Faro e Tavira e no parque aquático Zoomarine. Foram gravados 344 episódios de produção.

## Exibição
Paixão estreou na 1.ª faixa de novelas a 17 de setembro de 2017, em substituição de Amor Maior. Divida em 2 temporadas, a primeira temporada tem 148 episódios de produção e 143 episódios de exibição, enquanto que a segunda temporada tem 196 episódios de produção e 177 episódios de exibição. No total, tem 344 episódios de produção e 320 episódios de exibição. Entrou nos últimos episódios a 10 de setembro de 2018 e terminou ainda no mesmo mês, no dia 24, sendo substituída por Alma e Coração.

### Exibição internacional
Na Grécia, estreou a 29 de setembro de 2021 e foi exibida pelo canal SKAI, intitulada de “Μόλις Χθες” (Apenas Ontem, em português).
Na Bolívia, devido ao rompimento do acordo com a TelevisaUnivision, Bolivision estreou a novela a 14 de outubro de 2024, sob o título “Vida y pasión” (Vida e paixão, em português).
| País                    | Canal      | Título adaptado | Temporadas | Estreia                | Final |
| ----------------------- | ---------- | --------------- | ---------- | ---------------------- | ----- |
| =Emirados Árabes Unidos | —          | زنزانة الحب     | 1          | —                      | —     |
| Grécia                  | SKAI       | Μόλις Χθες      | 1          | 29 de setembro de 2021 | —     |
| Bolívia                 | Bolivisión | Vida y pasión   | 1          | 27 de outubro de 2024  | —     |

### Transmissão na OPTO
Com o lançamento da OPTO, a plataforma de streaming da SIC, a 24 de novembro de 2020, a novela foi disponibilizada com os seus 344 episódios de produção.

## Audiências
Paixão estreou a 18 de setembro de 2017 com 14,6% de audiência e 28,0% de share, com cerca de 1 milhão e 417 mil espectadores, na vice-liderança.
No segundo episódio, a telenovela permaneceu na vice-liderança com 13,0% de audiência média e 25,4% de share. Foram cerca de 1 milhão e 262 mil espetadores, seguiram o episódio.
No dia 13 de janeiro de 2018 (sábado) Paixão liderou pela primeira vez na sua história com 12,0% de audiência e 24,9% de share, com cerca de 1 milhão e 157 mil espectadores, contra os 11,7% de audiência e 24,4% de share da sua concorrente A Herdeira (TVI) que exibia um episódio especial duplo.
A 1.ª temporada terminou com 12,7% de audiência e 25,8% de share com cerca de 1 milhão e 227 mil espectadores, na vice-liderança.
A 2.ª temporada estreou com 12,1% de audiência e 24,8% de share com cerca de 1 milhão e 169 mil espectadores, na vice-liderança.
No dia 21 de abril de 2018 (sábado) Paixão liderou mais uma vez com 10,5% de audiência e 22,9% de share, com cerca de 1 milhão e 16 mil espectadores, contra os 9,6% de audiência e 21,0% de share da sua concorrente A Herdeira.
O último episódio foi exibido no dia 24 de setembro de 2018. O episódio foi dividido em duas partes. Na primeira parte garantiu uma audiência média de 9,9% de rating com 20,5% de share com cerca de 959.800 espectadores, alcançando a vice-liderança. A segunda parte marcou uma audiência média de 11,2% de rating com 29,3% de share com 1 milhão e 84 mil espectadores, alcançando a liderança.
| Média | Média     | Episódios exibidos | Rating | Share | Ref.   |
| ----- | --------- | ------------------ | ------ | ----- | ------ |
| 2017  | Setembro  | 13                 | 13,2%  | 26,2% | [ 18 ] |
| 2017  | Outubro   | 26                 | 11,3%  | 23,7% | ...    |
| 2017  | Novembro  | 24                 | 11,6%  | 24,7% | [ 19 ] |
| 2017  | Dezembro  | 25                 | 11,5%  | 24,2% | ...    |
| 2018  | Janeiro   | 27                 | 11,7%  | 24,0% | ...    |
| 2018  | Fevereiro | 25                 | 11,5%  | 24,1% | ...    |
| 2018  | Março     | 27                 | 11,5%  | 24,1% | [ 20 ] |
| 2018  | Abril     | 23                 | 11,2%  | 23,6% | ...    |
| 2018  | Maio      | 28                 | 10,7%  | 25,2% | [ 21 ] |
| 2018  | Junho     | 29                 | 10,5%  | 25,5% | [ 22 ] |
| 2018  | Julho     | 26                 | 10,5%  | 25,4% | [ 23 ] |
| 2018  | Agosto    | 27                 | 10,2%  | 24,2% | ...    |
| 2018  | Setembro  | 20                 | 10,2%  | 24,0% | ...    |
| Total | Total     | 320                | 11,2%  | 24,5% |        |

## Versões
- Marea de pasiones (2024) - Telenovela produzida pela Las Estrellas e protagonizada por Oka Giner, Matías Novoa, Alejandro de la Madrid e Margarita Muñoz.[24]

## Prémios
| Ano  | Prémio                       | Categoria                            | Por             | Resultado |
| ---- | ---------------------------- | ------------------------------------ | --------------- | --------- |
| 2018 | 7th World’s Best TV & Films  | Telenovela                           | Paixão          | Venceu    |
| 2018 | 4ª Edição dos Prémios Áquila | Melhor Telenovela                    | Paixão          | Venceu    |
| 2018 | 4ª Edição dos Prémios Áquila | Melhor Canção em Televisão           | "Paixão” de HMB | Indicado  |
| 2018 | 4ª Edição dos Prémios Áquila | Melhor Actor Secundário em Televisão | José Mata       | Indicado  |